# Chapora Beach
Pour les articles homonymes, voir Chapora.
Chapora Beach est un village côtier situé en Inde, dans l'état de Goa, plus précisément dans le district de Goa Nord, dans la Taluka de Bardez, à 10 km de sa capitale Mapusa. 
Situé sur le bord de l'estuaire de la rivière Chapora et a proximité immédiate de la plage éponyme, bordée de cocotiers, le village est dominé par les imposants remparts du fort de Chapora, battit en 1617 par Adil Shah puis modernisé par les portugais à partir de 1717 durant l'ère coloniale, et qui est une attraction touristique locale. Le village de Chapora est habité par une communauté importante d'anciens hippies et est l'une des destinations touristiques les moins cher de Goa Nord. 
Outre le tourisme, qui est la principale source de revenue de la petite communauté, on y pratique la pèche et le village est aussi connu pour sa production de jus de fruits biologiques dont la renommée à Goa Nord n'est plus à faire.